# ココスジャパン

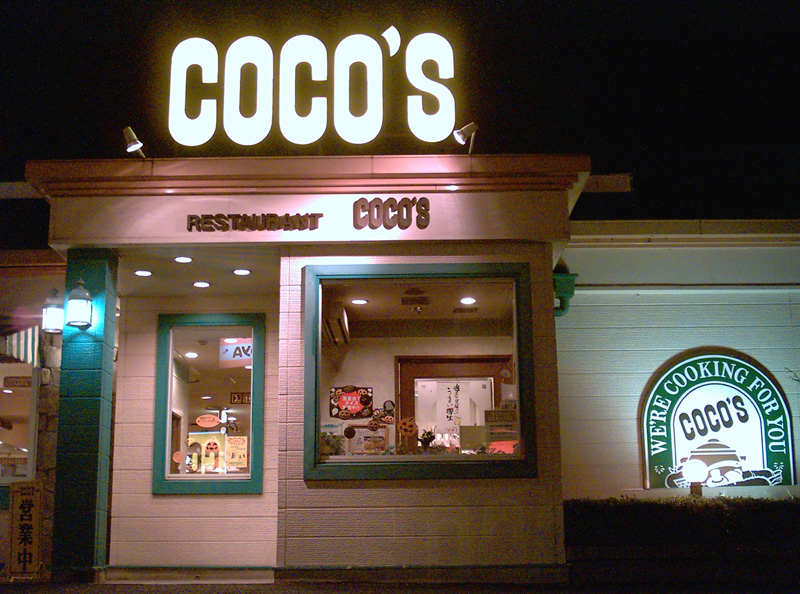
ココス・ロードサイド型店舗

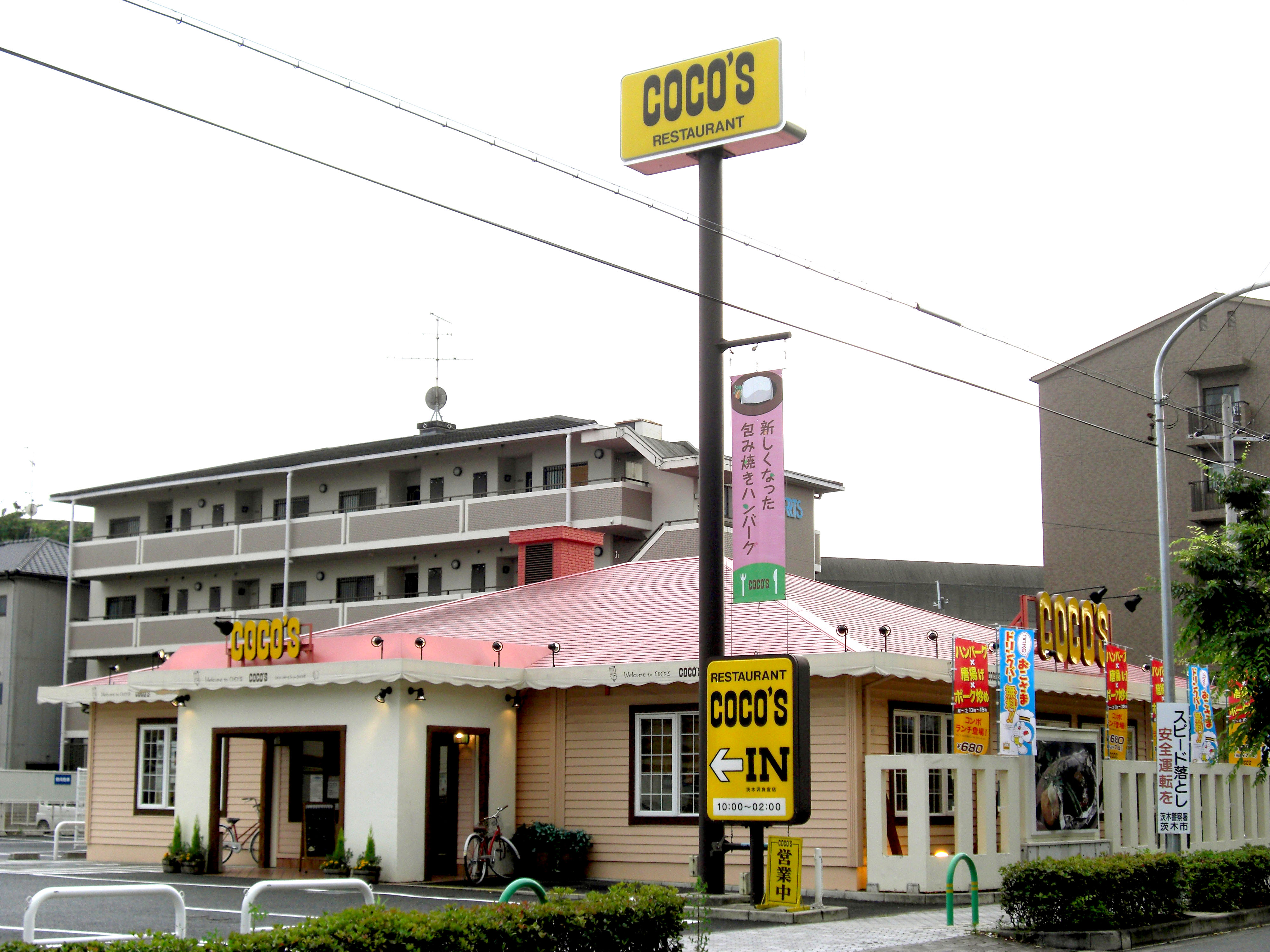
ココス茨木沢良宜店（現在は閉店済み。事業譲渡によりCASAから業態転換した店舗）

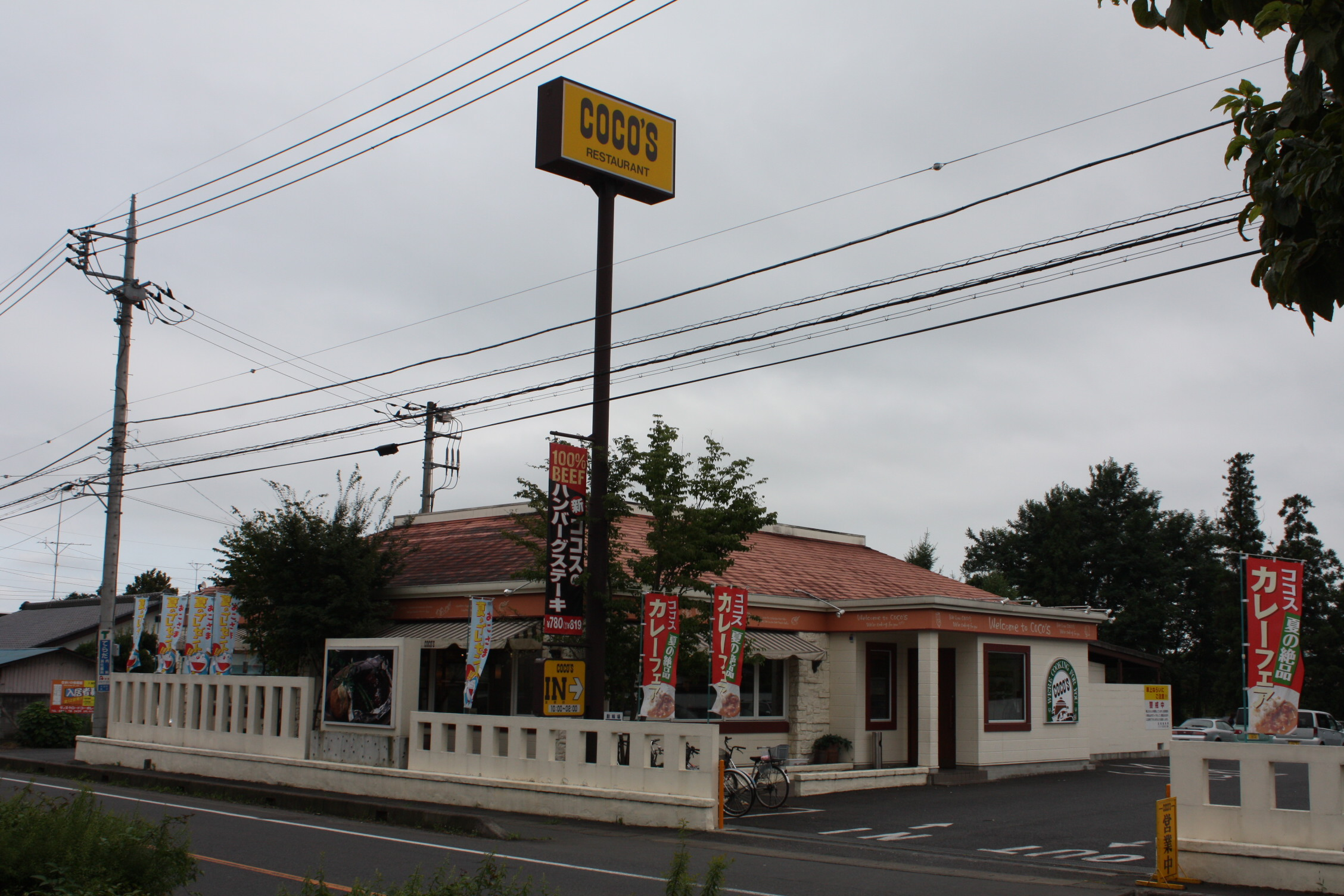
ココス友部店

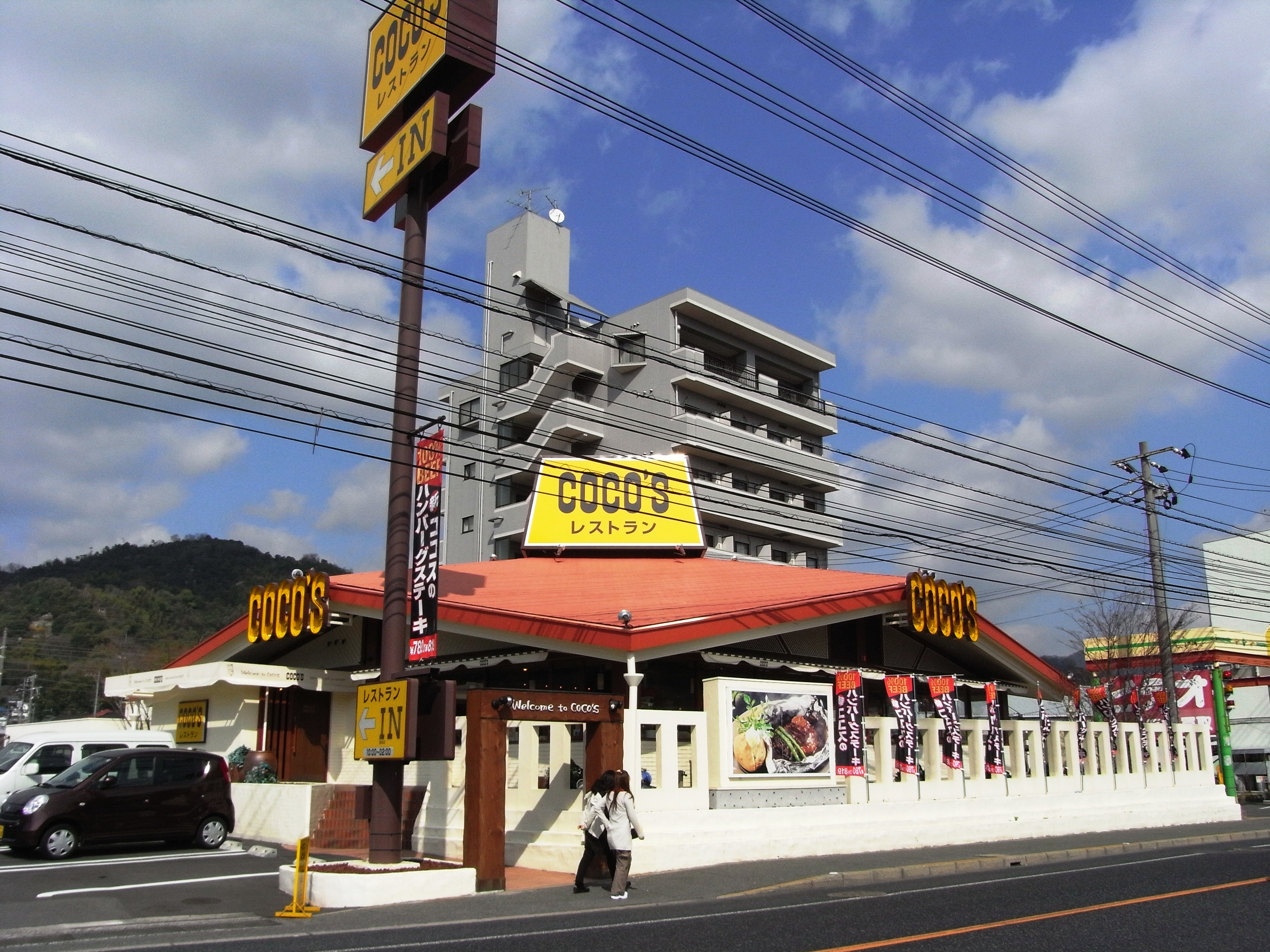
ココス船越店（事業譲渡によりサンデーサンから業態転換した店舗）

株式会社ココスジャパン（COCO'S JAPAN CO., LTD）は、東京都港区に本社を置く1978年（昭和53年）設立のファミリーレストランチェーンである。日本国内でファミリーレストラン「COCO'S」（ココス）を展開する。ゼンショーグループの企業であり、グループレストラン事業の統括会社である日本レストランホールディングスの完全子会社。

## 概要
「COCO'S」（ココス）をブランドとして展開しているファミリーレストラン。
元々「COCO'S」は、アメリカのファーウェストサービスインク（現：ココスレストランズインク）が有しているチェーンレストラン事業のブランドネームであった。日本では、茨城県の食品スーパー・カスミのフード・外食部門を手がけていた株式会社ろびんふっど（1978年設立、後にココスジャパンに商号変更）が、ファーウェストサービスインク社からのライセンシーの元で、提携先のコンセプトに基づくカリフォルニアスタイルのレストランとして、1980年（昭和55年）に1号店をオープンしたものである。カスミグループ時代は関東各地、特に本部のある茨城県や隣県の千葉県の郊外幹線道路などへのドミナント出店で多数の店舗を展開していた。当初のココスは完全なアメリカンスタイルの食事を提供するレストランであったが、徐々にメニューが変更され、ハンバーグなどを中心とする日本型ファミリーレストランへと転換していった。

### 事業再編
2000年（平成12年）にカスミは事業再編・スーパー事業へ特化し、ココスを含む系列のレストランと共にすき家などを運営するゼンショーグループへ売却された。ゼンショーの傘下となり本社を東京都港区へ移転した。ココスの製造・物流部門である「ココスカリナリーシステム」は茨城県土浦市から変更がない。カスミは2003年（平成15年）にイオングループ入りするが、事業譲渡はそれ以前のため、ココス自体はイオングループとの資本関係はない（ただし、イオングループの商業施設にも出店している）。

### ゼンショーグループ入り
ゼンショーのグループに入ったことで、「ココス」はゼンショーのファミリーレストラン事業の中核として位置づけられた。ゼンショーによるM&Aもあって急速に規模を拡大する。
2002年（平成14年）にファミリーレストラン「CASA」の郊外型店舗120店を西洋フードシステムズ（現：コンパスグループ・ジャパン）から買収、うち105店をココスに転換。それまで手薄だった神奈川県や東海地区・関西地区の店舗網を得ることになり西洋フードシステムズの社員・アルバイトも、希望者はそのままリニューアル店舗に継続採用された。ゼンショーのスタイルを参考にし、少人数で効率よくまわす「速くて親切」のスタイルが確立され、常に人件費を削減しつつ急速に売り上げを伸ばしていった。2006年（平成18年）に北海道にも進出し、2007年（平成19年）には同じゼンショーグループのサンデーサンの運営するファミリーレストラン「サンデーサン」のうち関西・中国・九州の52店舗をココスに転換し、中国地方（後述の通り広島県には再出店）・九州地方への出店を開始。旧サンデーサン店舗はココスジャパンの完全子会社の株式会社CSが運営していたが、2009年（平成21年）9月30日に株式会社CSを合併し、現在は直営店舗となっている。
2017年（平成29年）9月12日に鹿児島県へ初出店したことにより、全都道府県への出店を達成。
一部店舗では、ドリンクバー付きの朝食バイキング、朝食メニューを実施している。
ゼンショーグループ再編に伴い、2019年9月1日付で日本レストランホールディングスの連結子会社となり、2020年2月20日付で、株式交換により同社の完全子会社となった。
カスミグループ離脱後も継続してカスミ商品券を取り扱っていたが、2024年8月31日をもってカスミ商品券の取り扱いを終了した。

### エリアフランチャイジー
北陸全域・関西の一部及び岐阜県の地区では平和堂の子会社である株式会社ファイブスター（滋賀県彦根市）が、香川県を除く四国地区をサニーマートの子会社である株式会社サニーフーヅ（高知県高知市）が、いずれもココスジャパンからのフランチャイズ方式で運営している
ファイブスター運営の店舗はココスジャパンのサイトの店舗紹介でファイブスター運営であることが明記されている。ファイブスター運営店舗は共通ポイントを取り扱わず、代わりに独自ポイントを取り扱っている。
かつては、静岡地区は1980年代後半、ヤオハン（ヤオハン・ジャパンより商号変更、のち倒産。現：マックスバリュ東海）の事業多角化の一環として「ヤオハンココス」の名称でフランチャイズ進出（のちに一旦撤退し、再進出）したほか、中国地区においては1990年代にイズミが子会社「広島ココス」によりフランチャイズで展開したのち1993年（平成5年）に一旦撤退。その後、サンデーサンから営業譲渡を受けた店舗の改装オープンによりココス店舗が復活している。広島ココスは1993年（平成5年）にサンデーサンと合併し、当時からの店舗は複雑な経緯をたどっている。
エリアフランチャイジー加盟企業は、すべてニチリウグループに加盟するスーパーマーケットで、ココスジャパンの経営母体となったカスミもココスジャパンの経営から撤退した時点では加盟していた。

## 沿革
- 1978年 - カスミのフード部門として株式会社ろびんふっど設立。茨城県土浦市に「ろびんふっど」1号店（土浦店）を出店。
- 1980年 - 米ファーウェストサービスインク社とライセンス契約、ファミリーレストラン「ココス」1号店（中貫店）を出店。
- 1986年 - 焼肉レストラン「宝島」1号店（天川店）を出店。
- 1987年 - 社名を株式会社ココスジャパンに変更。
- 1988年 - メキシカンディナーレストラン「エルトリート」1号店（西葛西店）を出店。
- 1998年 - 中華人民共和国北京市に「ココス」北京広安門店を出店。
- 2000年 - カスミの本業特化のためほか数社と共に売却が決定。7月 ゼンショーの傘下へ。
- 2002年 - 経営再建中の西洋フードシステムズ（現：コンパスグループ・ジャパン）よりCASAの郊外型店舗120店を48億円で譲受。
- 2006年 - 親会社であるゼンショーグループの再編に伴い、「宝島」および「エルトリート」部門を簡易会社分割方式により子会社化（株式会社宝島・株式会社エルトリートジャパン）、両子会社の株式のそれぞれ50%および連結子会社であった「ビッグボーイジャパン」の全株式とはま寿司の保有株15%をゼンショーに譲渡。ココスは経営資源をファミリーレストラン事業に集約。
- 2007年 - 同じゼンショーグループの株式会社サンデーサンの店舗のうち、関西・中国・九州の52店舗を運営していた株式会社CS（株式会社サンデーサンによるサンデーサン事業部門に係る会社分割によって設立された会社）を完全子会社化。これらの店舗を順次ココスへ転換。
- 2008年 - 株式会社宝島・株式会社エルトリートジャパン・株式会社はま寿司の株式を全てゼンショーに譲渡。
- 2009年 - 株式会社CSを吸収合併。
- 2015年 - 7月1日付でエルトリートの5店舗をゼンショーホールディングスの完全子会社のエイ・ダイニングから譲り受ける[11]。
- 2016年 - キャンペーン用としてTwitterアカウントを開設[12]。
- 2017年 - 9月12日に鹿児島県初出店となる「鹿児島宇宿店」開店により、全都道府県の出店を達成。
- 2019年9月1日 - ゼンショーグループ再編に伴い、株式会社日本レストランホールディングスの連結子会社となる。
- 2020年
  - 2月18日 - ジャスダック上場廃止。
  - 2月20日 - 株式交換により、日本レストランホールディングスの完全子会社となる。

## 運営のチェーン店
- ココス - ファミリーレストラン
- ナチュラルグリルCARRO - ファミリーレストラン・独立店舗ではなく主にイオン内のテナントとして出店
- メキシカンレストラン「エルトリート」

### かつての主なグループ会社
以下の3社はココスジャパンが出資する持分法適用関連会社だったが、2008年4月にいずれもゼンショーへ株式を譲渡している。
- 株式会社宝島 - 焼肉レストラン
- 株式会社エルトリートジャパン - メキシカンディナーレストラン[注 2]
- 株式会社はま寿司 - 回転寿司チェーン店

## 主なスポンサー番組
終了番組を含め、すべてテレビ朝日系列。かつては店舗が展開されていない地域でも差し替え無しでCMが放送されていた。
現行番組
- クイズプレゼンバラエティー Qさま!!
- あいつ今何してる?（ゴールデンタイム時代以降）

終了番組
- バトルスピリッツ ブレイヴ（メ〜テレ制作）
- ナニコレ珍百景（ゴールデンタイム時代以降）
- クレヨンしんちゃん
- ドラえもん - 2019年3月まで

## コラボレーション
ドラえもん
ゼンショーグループ入り後に、イメージキャラクターとして2000年7月から2019年3月まで使用された。ドラえもんの声は2005年3月以前は大山のぶ代が、2005年4月以降は水田わさびが担当。過渡期ではCM映像は同じ（アニメ版第2作第1期の絵）で、声のみを差し替えたものも存在する。
あらいぐまラスカル
2019年夏よりイメージキャラクターとして使用されている。
ラブライブ!シリーズ（ラブライブ!・ラブライブ!サンシャイン!!）
描きおろしイラストの公開や限定グッズ付きメニュー・通販限定グッズの販売を実施（2016年・2019年）。
ガールズ&パンツァー
主人公たちが通う架空の高校「茨城県立大洗女子学園」の所在地がココス発祥の茨城県であることから、コラボレーションを開催。描きおろしイラストの公開や限定グッズ付きメニュー・抽選プレゼントキャンペーンを実施。大洗店に限り限定コラボメニューやパネルなどによる店舗内外の装飾を実施（2017年、2018年、2020年）。
Fate/Grand Order -絶対魔獣戦線バビロニア-
描きおろしイラストの公開や限定グッズ付きメニュー・抽選プレゼントキャンペーンを実施（2019年）。
アイドルマスター ミリオンライブ!
描きおろしイラストの公開や限定グッズ付きメニュー・抽選プレゼントキャンペーンを実施（2020年）。
バンドリ! ガールズバンドパーティ!
描き下ろしイラストの公開や限定グッズ付きメニュー・抽選プレゼントキャンペーンを実施（2020年）。
新世紀エヴァンゲリオン
映画『シン・エヴァンゲリオン劇場版』の公開記念として、他のゼンショー系の店舗と共同で、コラボメニューの展開や限定グッズの配布などを実施（2021年）。
呪術廻戦
描き下ろしイラストの公開やコラボメニューを含む限定グッズ付きメニュー、抽選プレゼントキャンペーン、一部店舗によるオリジナルグッズの販売や特別装飾を実施（2021年・2023年）。
にじさんじ
描き下ろしイラストの公開やコラボメニューを含む限定グッズ付きメニュー、抽選プレゼントキャンペーン、一部店舗によるオリジナルグッズの販売や特別装飾を実施。（2023年・2024年春・2024年秋）